# Henryk Nogala
Henryk Nogala (ur. 13 grudnia 1948 w Czerniewicach) – polski lekkoatleta długodystansowiec, obecnie urzędnik samorządowy.

## Osiągnięcia
Na mistrzostwach Europy w 1974 w Rzymie zajął 15. miejsce w biegu na 10 000 metrów, a w biegu na 5000 metrów odpadł w eliminacjach. W pierwszym Pucharze Europy w maratonie w 1981 w Agen zajął indywidualnie 27. miejsce, a w klasyfikacji zespołowej Polacy byli na 3. miejscu.
Był mistrzem Polski na 5000 metrów i 10 000 metrów w 1974, wicemistrzem na 10 000 m w 1975, w biegu na 20 kilometrów w 1981 i w biegu maratońskim w 1982, a także brązowym medalistą na 10 000 m w 1973, w maratonie w 1981 oraz w biegu przełajowym w 1973, 1975 i 1980.
29 czerwca 1974 w Warszawie ustanowił rekord Polski w biegu na 10 000 m wynikiem 28:30,2 s..
W latach 1972–1975 startował w siedmiu meczach reprezentacji Polski w biegach na 5000 m i na 10 000 m, odnosząc 1 zwycięstwo indywidualne. Był zawodnikiem Oleśniczanki.
Obecnie jest sekretarzem miasta Międzyzdroje.

## Rekordy życiowe
- bieg na 1500 metrów – 3:45,0 s. (20 sierpnia 1974, Spała)[8]
- bieg na 3000 metrów – 7:56,2 s. (16 czerwca 1974, Warszawa)[8][9]
- bieg na 5000 metrów – 13:42,2 s. (20 lipca 1974, Warszawa)[8][10]
- bieg na 10 000 metrów – 28:27,2 s. (27 czerwca 1975, Bydgoszcz)[8][11] – 9. wynik w historii polskiej lekkoatletyki[12]
- bieg maratoński – 2.15:00 s. (25 kwietnia 1982, Dębno)[8][13][2]